# OEC Taipei Ladies Open 2017
El OEC Taipei WTA Ladies Open 2017 fue un torneo femenino de tenis profesional jugado en carpet interiores. Se trató de la sexta edición del torneo, evento de la WTA 125s de 2017. Se llevó a cabo en Taipéi, Taiwán entre 13-19 de noviembre de 2017.

## Cabeza de serie

### Individual femenino
| Tenista          | Ranking | Preclasificada |
| Aryna Sabalenka  | 78      | 1              |
| Evgeniya Rodina  | 83      | 2              |
| Duan Yingying    | 95      | 3              |
| Zhu Lin          | 104     | 4              |
| Yanina Wickmayer | 112     | 5              |
| Risa Ozaki       | 114     | 6              |
| Ana Bogdan       | 115     | 7              |
| Arina Rodionova  | 117     | 8              |

- Ranking del 6 de noviembre de 2017.

### Dobles femenino
| Tenista                            | Ranking | Preclasificada |
| Eri Hozumi Makoto Ninomiya         | 89      | 1              |
| Arina Rodionova Nina Stojanović    | 145     | 2              |
| Monique Adamczak Naomi Broady      | 147     | 3              |
| Dalila Jakupović Irina Khromacheva | 169     | 4              |

## Campeonas

### Individual Femenino
Belinda Bencic venció a  Arantxa Rus por 7-6(3), 6-1

### Dobles Femenino
Veronika Kudermetova /  Aryna Sabalenka vencieron a  Monique Adamczak /  Naomi Broady por 2-6, 7-6(2), [10-6]